# Alligatorellus

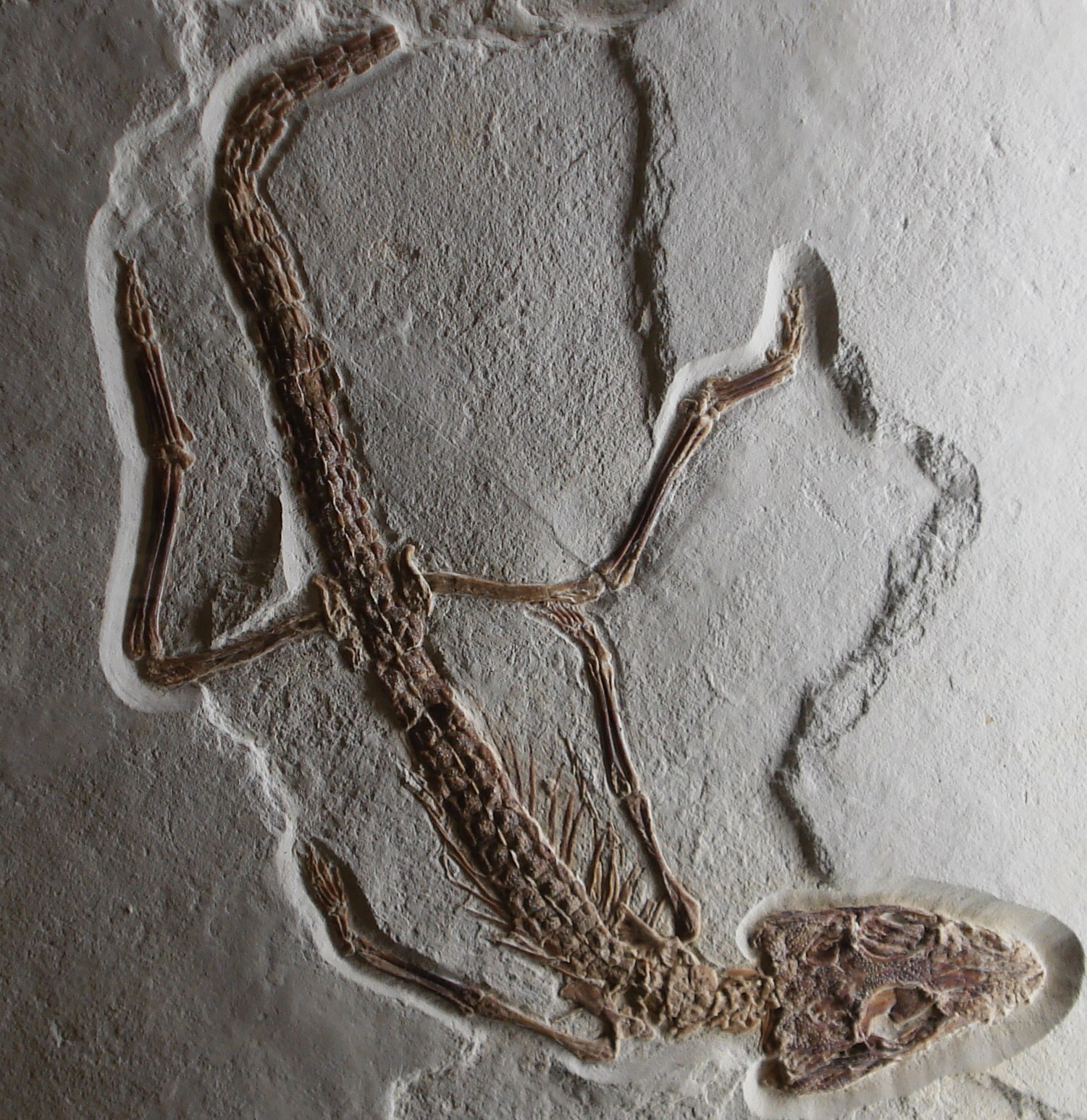
Espécimen fósil

Alligatorellus es un género extinto de crocodiliforme atoposáurido encontrado en inicialmente en Francia, emparentado con Atoposaurus.
Un esqueleto de Alligatorellus también fue hallado en la Caliza de Solnhofen en Kelheim, Alemania. La caliza fue depositada en un ambiente marino y el individuo en cuestión puede haber sido arrastrado hasta la laguna donde este se fosilizó. Restos de cuatro crinoideos que habitaron la laguna fueron hallados en el mismo bloque que el esqueleto. Este incluye osteodermos y huesos de las extremidades, los cuales se preservaron en tres dimensiones. El espécimen alemán muestra más detalles de la anatomía de los atoposáuridos que la mayoría de sus otros fósiles, ya que los demás hallazgos generalmente consisten en ejemplares comprimidos y aplanados.